# Djiguible Traoré
Djiguible Traoré (* 12. März 1960) ist ein ehemaliger malischer Boxer.

## Werdegang
Bei den Olympischen Sommerspielen 1984 in Los Angeles startete Traoré im Halbschwergewicht. Er belegte nach einer Auftaktniederlage den geteilten 17. Rang.